# 貝克鎮區 (明尼蘇達州舍本縣)
貝克鎮區（英語：Becker Township）是位於美國明尼蘇達州舍本縣的一個行政鎮區。

## 歷史
貝克鎮區於1871年成立，得名自明尼蘇達州立法委員喬治·盧米斯·貝克。

## 地方資料
貝克鎮區的面積為139.62平方千米，當中陸地面積為138.25平方千米，而水域面積為1.37平方千米。根據2020年美國人口普查的數據，當地共有人口5496人，而人口密度為每平方千米39.36人。